# Ferestraș mic
 Ferestrașul mic (Mergellus albellus) este o specie de rațe, singurul taxon din genul Mergellus. Mergellus este un diminutiv pentru Mergus iar albellus provine din cuvântul latin albus („alb”). Acest gen este foarte apropiat de Mergus și este uneori inclus în acesta, deși s-ar putea să fie mai apropiat de Bucephala.

## Stare de conservare
Nu este considerată de către Uniunea Internațională pentru Conservarea Naturii ca fiind amenințată, cu toate că populația sa este în scădere.